# Premios Golden Joystick
Los Golden Joystick Awards (Premio Palanca de Mando de Oro en su traducción al español), también conocidos como People's Gaming Awards, es una ceremonia de premiación de videojuegos la cual otorga a los mejores videojuegos del año, según lo votado originalmente por el público general británico, pero ahora puede ser votado por cualquiera en línea. A partir de 2018, la ceremonia cumplió 36 años.
Es la segunda ceremonia de premiación de videojuegos más antigua después de los Premios Arcade. Los premios se centraron inicialmente en los juegos de computadora, pero luego se extendieron para incluir también juegos de consola, debido al éxito de las consolas de videojuegos como el Sega Master System y el Sega Mega Drive en el Reino Unido. La ceremonia no está relacionada con el premio otorgado a concursantes exitosos en GamesMaster, un programa de televisión británico.

## Categorías
Los premios al 2019 cuentan con un total de 22 categorías, que serán nombradas a continuación:
- Mejor narrativa
- Mejor juego multijugador
- Mejor diseño visual
- Mejor juego independiente (o indie)
- Mejor audio
- Premio al juego continuo
- Mejor mejor actor/Actriz
- Juego del año de eSports
- Mejor juego VR/AR
- Estudio del año
- Mejor streamer
- Juego del año de móviles
- Juego del año de PC
- Juego del año de Playstation
- Juego del año de Xbox
- Juego del año de Nintendo
- Premio a la innovación
- Premio más esperado
- Premio elección de la crítica
- Premio a la trayectoria vital
- Contribución excepcional
- Mejor juego del año

## Ganadores Por Año

### 1983
Los premios fueron presentados por DJ Dave Lee Travis en una ceremonia en Londres Berkeley Square.
| Premio                            | Ganador                | Nominados                                    |
| --------------------------------- | ---------------------- | -------------------------------------------- |
| Mejor juego estilo arcade del año | Manic Miner            | Arcadia, Penetrator, Galaga                  |
| Juego de estrategia del año       | El Hobbit              | Football Manager, Planet Invasion, Scrabble  |
| Mejor juego original del año      | Ah Diddums             | Ant Attack, Pssst, Splat!                    |
| Juego del año                     | Jetpac                 | Arcadia, Manic Miner, El Hobbit              |
| Juego de computadora del año      | Ultimate Play the Game | Imagine Software, Llamasoft, Melbourne House |

### 1984
Los premios fueron presentados por Jools Holland, en una ceremonia en Londres.

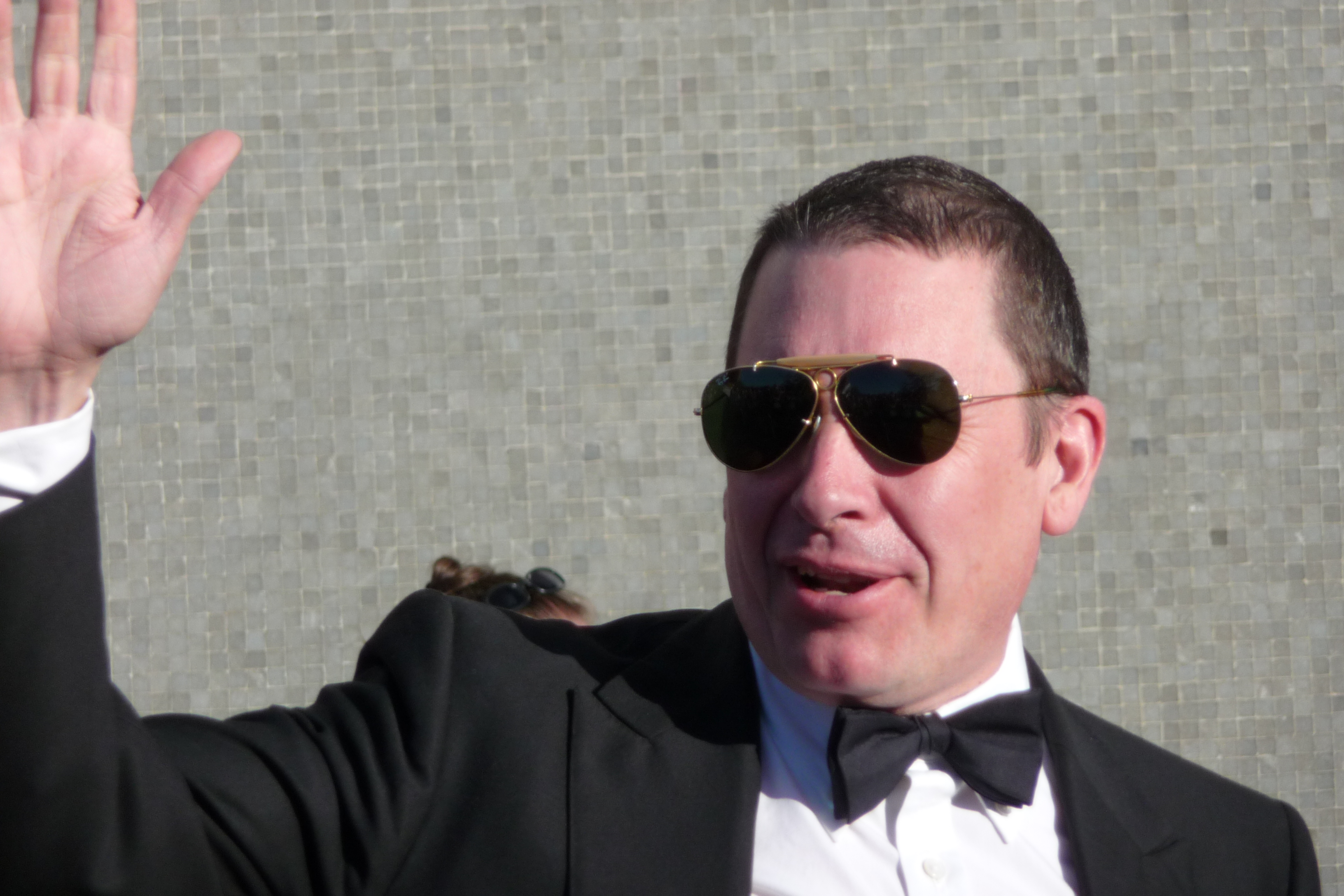
Holland, presentó el evento en 1984 y 1985

| Premio                            | Ganador                    | Subcampeón      | Elogiado                          |
| --------------------------------- | -------------------------- | --------------- | --------------------------------- |
| Juego del año                     | Knight Lore                | Ghostbusters    | Avalon, Impossible Mission        |
| Juego de computadora del año      | Ultimate Play the Game     | Beyond Software | Hewson Consultants, MicroGen      |
| Mejor juego original del año      | Elite                      | Deus Ex Machina | Ancipital, Pyjamarama             |
| Mejor juego de aventura del Año   | Claymorgue Castle          | Erik the Viking | Eureka, Tir Na Nog                |
| Mejor juego de estrategia         | Lords of Midnight          | Beach-Head      | Nato Commander, Battle for Midway |
| Mejor juego estilo arcade del año | Daley Thompson's Decathlon | Boulderdash     | Monty Mole, Starstrike            |
| Mejor programador del año         | Ultimate Team              | Mike Singleton  | Tony Crowther, Acornsoft          |

### 1985
Los premios fueron entregados por Jools Holland, en una ceremonia en un barco Thames River.
| Premio                      | Ganador                   | Subcampeón                                  |
| --------------------------- | ------------------------- | ------------------------------------------- |
| Juego del año               | Way of the Exploding Fist | Elite, Summer Games II                      |
| Empresa de software del año | Melbourne House           | U.S. Gold, Elite Systems, Firebird Software |
| Juego más original del año  | Little Computer People    | Spy vs. Spy, Paradroid                      |
| Juego de aventura del año   | Red Moon                  | Gremlins, Bored of the Rings                |
| Juego de estrategia del año | Theatre Europe            | Shadowfire, Battle of Britain               |
| Juego de arcade del año     | Commando                  | Hyper Sports, Dropzone                      |
| Programador del año         | Stephen Crow              | Jeff Minter, Andrew Braybrook, Bo Jangeborg |

### 1986
La ceremonia tuvo lugar en Cadogan Hall.
| Premio                      | Ganador          | Subcampeón                             |
| --------------------------- | ---------------- | -------------------------------------- |
| Juego del año               | Gauntlet         | Uridium, Space Harrier                 |
| Empresa de software del año | Elite Systems    | U.S. Gold, Hewson Consultants          |
| Juego más original del año  | Sentinel         | Trap Door, Trivial Pursuit             |
| Juego de aventura del año   | The Pawn         | Lord of the Rings, Heavy on the Magick |
| Juego de estrategia del año | Vietnam          | Johnny Reb II, Silent Service          |
| Juego de arcade del año     | Uridium          | Gauntlet, Ghosts'n Goblins             |
| Programador del año         | Andrew Braybrook | Chris Butler, Stephen Crow             |
| Mejor Banda Sonora del año  | Sanxion          | Knucklebusters, Star Glider            |

### 1987/1988
Los premios fueron presentados por Chris Tarrant .
| Premios                     | Ganador              | Subcampeón                            |
| --------------------------- | -------------------- | ------------------------------------- |
| Juego del año               | Out Run              | The Last Ninja, Renegade              |
| Empresa de software del año | U.S. Gold            | Ocean Software, Elite Systems         |
| Juego más original del año  | Nebulus              | Wizball, Driller                      |
| Juego de aventura del año   | The Guild of Thieves | Knight Orc, Shadows of Mordor         |
| Juego de estrategia del año | Vulcan               | Defender of the Crown, Annals of Rome |
| Juego de arcade del año     | Out Run              | Renegade, Bubble Bobble               |
| Programador del año         | Jon Ritman           | Andrew Braybrook                      |

### 1988/1989
La ceremonia tuvo lugar en Kensington Roof Gardens.
| Premios                           | Ganador en (8-bit)                 | Ganador en (16-bit)                | Subcampeón                                  |
| --------------------------------- | ---------------------------------- | ---------------------------------- | ------------------------------------------- |
| Juego del año                     | Operation Wolf                     | Speedball                          | Last Ninja 2, Starglider 2                  |
| Mejores gráficos                  | Armalyte                           | Rocket Ranger                      | Last Ninja 2, Starglider 2                  |
| Mejor Banda Sonora                | Bionic Commando                    | International Karate +             | RoboCop, Starglider 2                       |
| Mejor juego de simulación del año | Microprose Soccer                  | Falcon                             | Project Stealth Fighter, F/A-18 Interceptor |
| Juego de aventura del año         | Corruption                         | Fish!                              | Ingrid's Back, Corruption                   |
| Mejor juego arcade del año        | Operation Wolf                     | Operation Wolf                     | R-Type, Pac-Mania                           |
| Empresa de software del año       | Ocean Software                     | Mirrorsoft                         | U.S. Gold                                   |
| Programador del año               | John Phillips                      | The Bitmap Brothers                | Mev Dink, John Twiddy, John Phillips        |
| Premio juego de consola C&VG      | Thunder Blade (Sega Master System) | Thunder Blade (Sega Master System) | R-Type (PC Engine)                          |

### 1989/1990

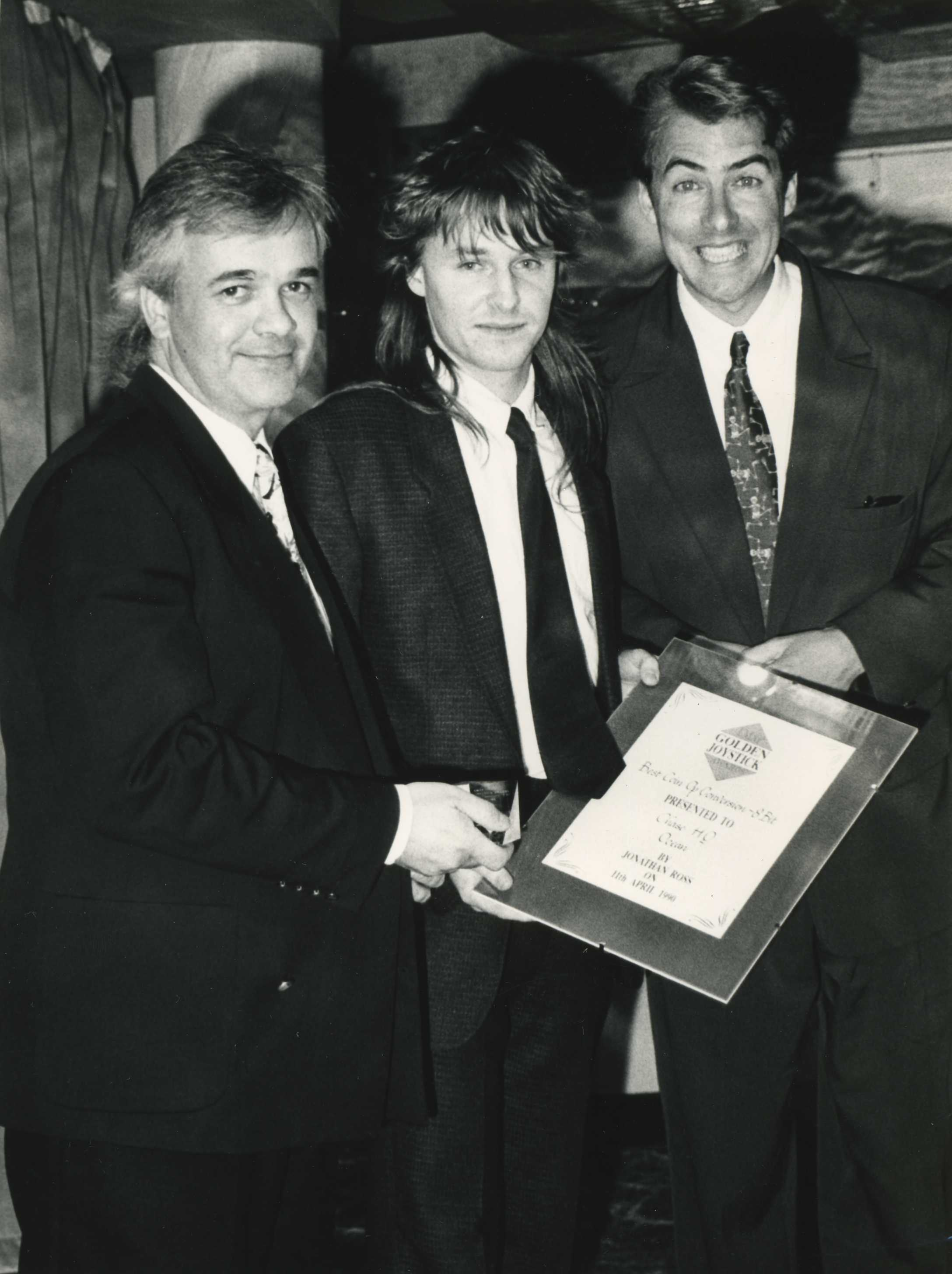
Paul Patterson de Ocean Software recibe, de Jonathan Ross, el premio a la "Mejor conversión coin-op (8 bits) del año" en 1990 por la conversión de Chase H.Q. a ordenadores domésticos.

La ceremonia tuvo lugar en Kensington Roof Gardens, el 11 de abril de 1990.
| Premio                            | Ganador (8-bit)                                     | Ganador (16-bit)    |
| --------------------------------- | --------------------------------------------------- | ------------------- |
| Juego del año                     | The Untouchables                                    | Kick Off            |
| Mejores gráficos                  | Myth                                                | Shadow of the Beast |
| Mejor Banda Sonora                | Chase HQ                                            | Future Wars         |
| Mejor juego de simulación del año | Carrier Command                                     | M1 Tank Platoon     |
| Mejor juego arcade del año        | Chase HQ                                            | Hard Drivin'        |
| Mejor juego del año de PC         | Indiana Jones y la última cruzada: Aventura gráfica |                     |
| Juego más original del año        | Populous                                            |                     |
| Empresa de software del año       | Ocean Software                                      |                     |

### 1990/1991
La ceremonia tuvo lugar en Kensington Roof Gardens, el 4 de abril de 1991.
| Premio                            | Ganador (8-bit)     | Ganador (16-bit)       |
| --------------------------------- | ------------------- | ---------------------- |
| Juego del año                     | Rick Dangerous 2    | Kick Off 2             |
| Mejores gráficos                  | Midnight Resistance | Shadow of the Beast 2  |
| Mejor Banda Sonora                | RoboCop 2           | Speedball 2            |
| Mejor juego de simulación del año | F19 Stealth Fighter | F19 Stealth Fighter    |
| Mejor juego arcade del año        | Rainbow Islands     | Golden Axe             |
| Juego del año de consola          | Mega Man            | John Madden's Football |
| Juego del año de PC               | Railroad Tycoon     |                        |
| Empresa de hardware del año       | Sega                |                        |
| Empresa de software del año       | Ocean Software      |                        |

### 1991/1992
La ceremonia tuvo lugar en  Hyde Park Hotel, Londres, el 7 de abril de 1992.
| Premio                             | Ganador                           | Desarrollador |
| ---------------------------------- | --------------------------------- | ------------- |
| Juego del año                      | Sonic the Hedgehog                | Sonic Team    |
| Juego del año de 16 Bits           | Heimdall                          | Core Design   |
| Mejor juego arcade                 | Toki                              | TAD           |
| Mejor juego de simulación          | Jimmy White's 'Whirlwind' Snooker | Virgin        |
| Mejores gráficos                   | Heimdall                          | Core Design   |
| Mejor Banda Sonora                 | The Secret of Monkey Island       | U.S. Gold     |
| Programador del año                | Archer MacLean                    |               |
| Desarrolladora de software del año | Electronic Arts                   |               |

### 1992/1993
| Premio                 | Ganador           |
| ---------------------- | ----------------- |
| Juego del año          | Street Fighter II |
| Juego de lucha del año | Mortal Kombat     |

### 1996/1997
La ceremonia tuvo lugar en Café de París, en noviembre de 1997.
| Premio                                                            | Ganador                        |
| ----------------------------------------------------------------- | ------------------------------ |
| Juego del año                                                     | Super Mario 64                 |
| Mejor juego de PlayStation Plus                                   | Resident Evil                  |
| Mejor juego de Sega Saturn(en asociación con Sega Saturn Magazine | Fighters Megamix               |
| Mejor juego de Nintendo64(en asociación con Nintendo Magazine     | Super Mario 64                 |
| Mejor juego de PC(en asociación con CVG)                          | Quake                          |
| Juego más bonito                                                  | Super Mario 64                 |
| Juego con mejor sonido                                            | Wipeout 2097                   |
| Juego más original                                                | Parappa the Rapper             |
| Mejor publicidad                                                  | Tekken 2                       |
| Mejor primicia del año                                            | GoldenEye 007                  |
| Personaje favorito de un videojuego                               | Lara Croft (Tomb Raider)       |
| Mejor equipo de desarrollo                                        | Rare                           |
| Mejor desarrolladora de software                                  | Sony                           |
| Páginas más atractivas                                            | Sega Saturn Magazine Showcases |
| Mejor escritor de reseñas                                         | Ed Lomas, CVG                  |

### 2002
La ceremonia de 2002 tuvo lugar en el  Dorchester Hotel el 25 de octubre de 2002 y fue organizada por Jonathan Ross.
| Premio                                  | Ganador                                      | Subcampeón |
| --------------------------------------- | -------------------------------------------- | --- |
| Juego del año                           | Grand Theft Auto III (Rockstar Games)        | Halo (Microsoft Studios), Medal of Honor: Allied Assault (EA Games)                                            |
| Juego online del año                    | Counter-Strike (Vivendi Universal Games)     | Medal of Honor: Allied Assault (EA Games), Warcraft III: Reign of Chaos (Vivendi Universal Games)              |
| Juego del año de PC                     | Medal of Honor: Allied Assault (EA Games)    | Grand Theft Auto III (Rockstar Games), Warcraft III: Reign of Chaos (Vivendi Universal Games)                  |
| Mejor uso de una licencia de cine       | The Thing (Vivendi Universal Games)          | Spider-Man (Activision), La suma de todos los miedos (Ubisoft)                                                 |
| Juego de deportes del año               | Pro Evolution Soccer (Konami)                | Championship Manager (Eidos), FIFA 2002 (EA Sports)                                                            |
| Premio a la innovación                  | Grand Theft Auto III (Rockstar Games)        | Max Payne (Take 2 Interactive), The D-Day landing in Medal of Honor: Allied Assault (EA Games)                 |
| Hardware del año                        | Microsoft Xbox                               | AMD Athlon XP Processor, Nintendo GameCube                                                                     |
| Desarrolladora del año del Reino Unido  | Rockstar North                               | Electronic Arts                                                                                                |
| Distribuidora rara del año              | Electronic Arts                              | Activision/LucasArts, Microsoft Game Studios                                                                   |
| Tienda de videojuegos del año           | Gameplay.com                                 | GAME, Amazon.co.uk                                                                                             |
| Juego más esperado para Navidad         | Grand Theft Auto: Vice City (Rockstar Games) | Tom Clancy's Splinter Cell (Ubisoft), Super Mario Sunshine (Nintendo de Europa)                                |
| Juego del año de Xbox                   | Halo (Microsoft Game Studios)                | Dead or Alive 3 (Tecmo), Max Payne (Take 2 Interactive)                                                        |
| Juego del año de GameCube               | Resident Evil (Capcom Eurosoft)              | Star Wars Rogue Squadron II: Rogue Leader (Activision/LucasArts), Super Smash Bros. Melee (Nintendo de Europa) |
| Juego del año de plataformas portátiles | Golden Sun (Nintendo)                        | Mario Kart: Super Circuit (Nintendo), Super Mario World: Super Mario Advance 2 (Nintendo de Europa)            |
| Juego del año de PlayStation 2          | Grand Theft Auto III (Rockstar Games)        | Final Fantasy X (SCEE), Metal Gear Solid 2: Sons of Liberty (Konami)                                           |

### 2003
La ceremonia de 2003 tuvo lugar en Park Lane Hilton el 28 de noviembre de 2003 y fue presentada por Phill Jupitus.
| Premio                                        | Ganador                                                       | Subcampeón |
| --------------------------------------------- | ------------------------------------------------------------- | --- |
| Juego del año de PlayStation 2                | Grand Theft Auto: Vice City (Rockstar)                        | EyeToy: Play (SCEE), Pro Evolution Soccer 2 (Konami)                                                          |
| Juego del año de GameCube                     | The Legend of Zelda: The Wind Waker (Nintendo)                | Metroid Prime (Nintendo), Resident Evil Zero (Capcom)                                                         |
| Juego del año de plataformas portátiles       | Advance Wars 2: Black Hole Rising (Nintendo)                  | Pokémon Rubí y Pokémon Zafiro (Nintendo), The Legend of Zelda: A Link to the Past (Nintendo)                  |
| Juego del año de Xbox                         | Star Wars: Knights of the Old Republic (Activision/LucasArts) | SoulCalibur II (Electronic Arts), Tom Clancy's Splinter Cell (Ubisoft)                                        |
| Juego del año de PC                           | Championship Manager 4 (Eidos)                                | Grand Theft Auto: Vice City (Rockstar), Battlefield 1942 (Electronic Arts)                                    |
| Juego online del año                          | Battlefield 1942 (Electronic Arts)                            | Phantasy Star Online I & II (Sega), Unreal Championship (Atari)                                               |
| Adaptación de película del año                | El Señor de los Anillos: Las Dos Torres (Electronic Arts)     | Enter the Matrix (Atari), Harry Potter y la piedra (Electronic Arts)                                          |
| Premio al mejor juego británico               | Championship Manager 4 (Eidos)                                | Conflict: Desert Storm II (SCi), Republic: La revolución (Eidos)                                              |
| Distribuidora del año                         | Nintendo                                                      | Electronic Arts, Rockstar Games                                                                               |
| Tienda de videojuegos del año                 | GAME                                                          | Amazon.co.uk, Gameplay.com                                                                                    |
| Hardware del año                              | Nintendo Game Boy Advance SP                                  | SCEE EyeToy, Microsoft Xbox Live!                                                                             |
| Juego infravalorado del año                   | Viewtiful Joe (Capcom)                                        | No One Lives Forever 2: A Spy in H.A.R.M.'s Way (Monolith Productions), Steel Battalion (Capcom)              |
| Salón de la Fama - Personalidad del año       | Shigeru Miyamoto (Nintendo)                                   | |
| Premio elección de la Editorial.Juego del año | Pro Evolution Soccer 3 (Konami)                               | Call of Duty (Activision), The Legend of Zelda: The Wind Waker (Nintendo)                                     |
| Juego más esperado para Navidad               | Mario Kart: Double Dash!! (Nintendo)                          | Pro Evolution Soccer 3 (Konami), WWE SmackDown! Here Comes the Pain (THQ)                                     |
| Juego más esperado para 2004                  | Half-Life 2 (Valve)                                           | Doom 3 (Activision), Halo 2 (Microsoft)                                                                       |
| Mejor juego del año                           | Grand Theft Auto: Vice City (Rockstar)                        | The Legend of Zelda: The Wind Waker (Nintendo), Star Wars: Knights of the Old Republic (Activision/LucasArts) |

### 2004
La ceremonia tuvo lugar en el Park Lane Hilton el 5 de noviembre de 2004 y fue presentada por Matt Lucas.
| Premio                                                       | Ganador                                                       | Subcampeón                                                                                             |
| ------------------------------------------------------------ | ------------------------------------------------------------- | --- |
| Juego del año de PlayStation 2                               | Burnout 3: Takedown (Electronic Arts)                         | Pro Evolution Soccer 3 (Konami), Spider-Man 2 (Activision)                                             |
| Juego del año de GameCube                                    | Mario Kart: Double Dash!! (Nintendo)                          | Metal Gear Solid: The Twin Snakes (Konami), Final Fantasy Crystal Chronicles (Nintendo)                |
| Juego del año de plataformas portátiles                      | Sonic Advance 3 (THQ)                                         | Metroid Zero Mission (Nintendo), Mario & Luigi: Superstar Saga (Nintendo)                              |
| Juego del año de Xbox                                        | Fable (Microsoft)                                             | Tom Clancy's Splinter Cell: Pandora Tomorrow (Ubisoft), Grand Theft Auto: Double Pack (Rockstar Games) |
| Juego del año de PC                                          | Doom 3 (Activision)                                           | X2: The Threat (Deep Silver), Far Cry (Ubisoft)                                                        |
| Juego online del año                                         | Battlefield Vietnam (Electronic Arts)                         | Burnout 3: Takedown (Electronic Arts), Counter-Strike: Condition Zero (Valve)                          |
| Distribuidora del año                                        | Electronic Arts                                               | THQ, Ubisoft                                                                                           |
| Tienda de videojuegos del año                                | Amazon.co.uk                                                  | GAME, Play.com                                                                                         |
| Hardware del año                                             | Nintendo GBA SP                                               | Creative Labs Gigaworks S750, GBA Wireless Adapter                                                     |
| Juego infravalorado del año(Premio elección de la Editorial) | The Chronicles of Riddick: Escape from Butcher Bay (VU Games) | The Suffering (Midway), Mashed (Empire Interactive)                                                    |
| Juego del año (Premio de la Editorial)                       | Pro Evolution Soccer 4 (Konami)                               | The Legend of Zelda: Four Swords (Nintendo), Joint Operations: Typhoon Rising (NovaLogic)              |
| Salón de la Fama - Personalidad del año                      | Warren Spector (Ion Storm)                                    | |
| Juego más esperado por Navidad                               | Grand Theft Auto: San Andreas (Rockstar Games)                | Half-Life 2 (Valve), Halo 2 (Microsoft)                                                                |
| Juego más esperado para 2005                                 | The Legend of Zelda: Twilight Princess (Nintendo)             | Metal Gear Solid 3: Snake Eater (Konami), Resident Evil 4 (Capcom)                                     |
| Mejor juego del año                                          | Doom 3 (Activision)                                           | Fable (Microsoft), Pro Evolution Soccer 4 (Konami)                                                     |
| Mejor héroe de un videojuego                                 | Sonic the Hedgehog (Sega)                                     | Master Chief (Halo 2, Microsoft); Lara Croft (Tomb Raider, Eidos)                                      |

### 2005
La ceremonia tuvo lugar en el Park Lane Hilton el 4 de noviembre de 2005 y fue presentada por Jimmy Carr.
| Premio                                  | Ganador                                                                |
| --------------------------------------- | ---------------------------------------------------------------------- |
| Juego del año de PlayStation 2          | Grand Theft Auto: San Andreas (Rockstar Games)                         |
| Juego del año de GameCube               | Resident Evil 4 (Capcom)                                               |
| Juego del año de Xbox                   | Halo 2 (Microsoft)                                                     |
| Juego del año de PC                     | Half-Life 2 (Valve)                                                    |
| Juego del año de plataformas portátiles | Super Mario 64 DS (Nintendo)                                           |
| Mejor juego basado en una película      | Resident Evil 4 (Capcom)                                               |
| Mejor Banda Sonora del 2005             | Grand Theft Auto: San Andreas (Rockstar Games)                         |
| Juego online del año                    | World of Warcraft (Blizzard)                                           |
| Distribuidora del año                   | Nintendo                                                               |
| Tienda de videojuegos del año           | Play.com                                                               |
| Premio a la innovación                  | PSP                                                                    |
| Juego al que seguir de cerca en Navidad | The Legend of Zelda: Twilight Princess (Nintendo)                      |
| Juego al que seguir de cerca en 2006    | Resident Evil 5 (Capcom)                                               |
| Premio Héroe del 2005                   | Carl Johnson ("CJ") (Grand Theft Auto: San Andreas, Rockstar Games)    |
| Premio Villano del 2005                 | Oficial Frank Tenpenny (Grand Theft Auto: San Andreas, Rockstar Games) |
| Premio elección del voto femenino       | The Sims 2 (Electronic Arts)                                           |
| Premio elección de la Editorial         | Resident Evil 4 (Capcom)                                               |
| Juego infravalorado del año             | Fahrenheit (Quantic Dream)                                             |
| Mejor juego del año                     | Grand Theft Auto: San Andreas (Rockstar Games)                         |
| Banda Sonora del año                    | Sonic Rush (Sega)                                                      |

### 2006
La ceremonia tuvo lugar en el Park Lane Hilton el 27 de octubre de 2006, siendo presentada por Emma Griffiths.
| Premio                                  | Ganador                                                 |
| --------------------------------------- | ------------------------------------------------------- |
| Mejor juego del año                     | The Elder Scrolls IV: Oblivion (Bethesda Softworks)     |
| Juego del año de PC                     | The Elder Scrolls IV: Oblivion (Bethesda Softworks)     |
| Juego del año de PlayStation            | Resident Evil 4 (Capcom)                                |
| Juego del año de Xbox                   | The Elder Scrolls IV: Oblivion (Bethesda Softworks)     |
| Juego del año de Nintendo               | New Super Mario Bros (Nintendo)                         |
| Juego del año de plataformas portátiles | Grand Theft Auto: Liberty City Stories (Rockstar Games) |
| Juego online del año                    | Age of Empires III (Ensemble Studios)                   |
| Premio de la noche                      | Pro Evolution Soccer 5 (Konami)                         |
| Juego al que seguir de cerca            | PlayStation 3 (Sony)                                    |
| Premio elección de la Editorial         | Tom Clancy's Ghost Recon Advanced Warfighter (Ubisoft)  |
| Distribuidora del año                   | Electronic Arts                                         |
| Tienda de videojuegos del año           | GAME                                                    |
| Banda Sonora del año                    | Need for Speed: Carbon (Electronic Arts)                |
| Premio a la innovación                  | Xbox Live Marketplace (Microsoft)                       |
| Juego familiar del año                  | Nintendogs (Nintendo)                                   |
| Premio al personaje favorito            | Lara Croft (Tomb Raider, Edios)                         |
| Premio elección del voto femenino       | Nintendogs (Nintendo)                                   |

### 2007
La ceremonia tuvo lugar en el Park Lane Hilton el 26 de octubre de 2007, siendo presentada por David Mitchell.
| Premio                                   | Ganador                                                         |
| ---------------------------------------- | --------------------------------------------------------------- |
| Mejor juego del año                      | Gears of War (Epic Games)                                       |
| Juego del año de Xbox                    | Gears of War (Epic Games)                                       |
| Juego del año de PC                      | The Lord of the Rings Online (Midway)                           |
| Juego del año de PlayStation             | God of War II (SCE Studios Santa Monica)                        |
| Juego del año de Nintendo                | The Legend of Zelda: Twilight Princess (Nintendo)               |
| Premio elección de la Editorial          | Gears of War (Epic Games)                                       |
| Distribuidora del año                    | Nintendo                                                        |
| Tienda de videojuegos del año            | GAME                                                            |
| Juego al que seguir de cerca             | Assassin's Creed (Ubisoft)                                      |
| Desarrolladora del año del Reino Unido   | Codemasters                                                     |
| Juego online del año                     | World of Warcraft: The Burning Crusade (Blizzard Entertainment) |
| Premio de la noche                       | Gears of War (Epic Games)                                       |
| Banda Sonora del año                     | Guitar Hero II (Harmonix Music Systems)                         |
| Premio a la innovación                   | Nintendo Wii                                                    |
| Juego del año de móviles                 | Final Fantasy                                                   |
| Juego del año de plataformas móviles     | Grand Theft Auto: Vice City Stories (Rockstar)                  |
| Juego familiar del año                   | Wii Sports (Nintendo)                                           |
| Juego del año elección del voto femenino | Guitar Hero II (Harmonix Music Systems)                         |

### 2008
La ceremonia tuvo lugar en el Park Lane Hilton el 31 de octubre de 2008, siendo presentada por Frankie Boyle.
| Premio                                                                           | Ganador                                           |
| -------------------------------------------------------------------------------- | ------------------------------------------------- |
| Premio de la noche(en asociación con Nuts Magazine)                              | Call of Duty 4: Modern Warfare (Activision)       |
| Juego del año de plataformas portátiles                                          | The Legend of Zelda: Phantom Hourglass (Nintendo) |
| Juego del año de móviles                                                         | Bejeweled 2 (PopCap Games)                        |
| Mobile Game Pitch 2008                                                           | Finders Keeper (Tobias Rowe)                      |
| Juego del año de Nintendo                                                        | Super Smash Bros. Brawl (Nintendo)                |
| Juego del año de PC                                                              | Call of Duty 4: Modern Warfare (Activision)       |
| Tienda de videojuegos del año                                                    | Play.com                                          |
| Juego del año de PlayStation(en asociación con Official PlayStation Magazine HD) | Metal Gear Solid 4: Guns of the Patriots (Konami) |
| Banda Sonora del año                                                             | Grand Theft Auto IV (Rockstar Games)              |
| Juego del año de Xbox                                                            | Grand Theft Auto IV (Rockstar Games)              |
| Juego más esperado                                                               | Fallout 3 (Bethesda)                              |
| Juego online del año                                                             | Call of Duty 4: Modern Warfare (Activision)       |
| Desarrolladora del año del Reino Unido                                           | Rockstar North                                    |
| Premio Grand Master Flash                                                        | Stickman Madness                                  |
| Juego al que seguir de cerca                                                     | Call of Duty: World at War (Activision)           |
| Distribuidora del año del Reino Unido                                            | Activision Blizzard                               |
| Mejor juego del año                                                              | Call of Duty 4: Modern Warfare (Activision)       |

### 2009
La ceremonia tuvo lugar en el Park Lane Hilton el 30 de octubre de 2009 y fue presentada por Sean Lock.
| Premio                                  | Ganador                                           |
| --------------------------------------- | ------------------------------------------------- |
| Juego familiar del año                  | LittleBigPlanet (Sony)                            |
| Juego del año de plataformas portátiles | Grand Theft Auto: Chinatown Wars (Rockstar Games) |
| Tienda de videojuegos del año           | GAME                                              |
| Juego del año de móviles                | Metal Gear Solid Touch (Konami)                   |
| Juego del año de Nintendo               | Call of Duty: World at War (Activision)           |
| Juego multijugador del año              | Call of Duty: World at War (Activision)           |
| Banda Sonora del año                    | Guitar Hero World Tour (Activision)               |
| Juego del año de Xbox                   | Gears of War 2 (Epic Games)                       |
| Juego del año de PC                     | Fallout 3 (Bethesda Softworks)                    |
| Desarrolladora del año del Reino Unido  | Jagex                                             |
| Juego del año de PlayStation            | Killzone 2 (Sony)                                 |
| Distribuidora del año                   | Activision Blizzard                               |
| Juego online del año                    | Left 4 Dead (Valve)                               |
| Juego al que seguir de cerca            | Call of Duty: Modern Warfare 2 (Activision)       |
| Mejor juego del año                     | Fallout 3 (Bethesda Softworks)                    |

### 2010
La ceremonia tuvo lugar en el Bridge Park Plaza el 29 de octubre de 2010 y fue presentada por Rich Hall.
| Premio                                                             | Ganador                                            |
| ------------------------------------------------------------------ | -------------------------------------------------- |
| Juego de acción/aventura del año (en asociación con Nuts Magazine) | Assassin's Creed II (Ubisoft)                      |
| Juego descargable del año                                          | Plants vs. Zombies (PopCap Games)                  |
| Juego de lucha del año                                             | Street Fighter IV (Capcom)                         |
| Juego de música del año                                            | Guitar Hero 5 (Activision)                         |
| Juego al que seguir de cerca                                       | Call of Duty: Black Ops (Activision)               |
| Juego online del año                                               | League of Legends (Riot Games)                     |
| Juego del año de plataformas portátiles                            | Pokémon HeartGold y Pokémon Soul Silver (Nintendo) |
| Juego de puzles del año                                            | World of Goo (2D Boy)                              |
| Juego de carreras del año                                          | Forza Motorsport 3 (Microsoft)                     |
| Juego RPG del año                                                  | Mass Effect 2 (Electronic Arts)                    |
| Juego de disparos del año                                          | Call of Duty: Modern Warfare 2 (Activision)        |
| Banda Sonora del año                                               | Final Fantasy XIII (Square Enix)                   |
| Juego de deportes del año                                          | FIFA 10 (Electronic Arts)                          |
| Juego de estrategia del año                                        | Plants vs. Zombies (PopCap Games)                  |
| Desarrolladora del año del Reino Unido                             | Jagex                                              |
| Mejor juego del año                                                | Mass Effect 2 (Electronic Arts)                    |

### 2011
La ceremonia tuvo lugar en el Bridge Park Plaza el 21 de octubre de 2011y fue presentada por Seann Walsh.
| Premio                        | Ganador                                          |
| ----------------------------- | ------------------------------------------------ |
| Juego de disparos del año     | Call of Duty: Black Ops (Activision)             |
| Juego acción/aventura del año | Assassin's Creed: Brotherhood (Ubisoft)          |
| Juego descargable del año     | Minecraft (Mojang)                               |
| Juego de lucha del año        | Mortal Kombat (Warner Bros.)                     |
| Juego gratis del año          | League of Legends (Riot Games)                   |
| Banda Sonora del año          | Guitar Hero: Warriors of Rock (Activision)       |
| Juego al que seguir de cerca  | The Elder Scrolls V: Skyrim (Bethesda Softworks) |
| Juego online del año          | World of Warcraft (Blizzard Entertainment)       |
| Juego del año de móviles      | Angry Birds Rio (Rovio Entertainment)            |
| Juego de carreras del año     | Gran Turismo 5 (Sony)                            |
| Juego RPG del año             | Fallout: New Vegas (Obsidian Entertainment)      |
| Juego de deportes del año     | FIFA 11 (Electronic Arts)                        |
| Mejor MMO                     | World of Warcraft (Blizzard)                     |
| Juego de estrategia del año   | StarCraft II: Wings of Liberty (Blizzard)        |
| Premio a la innovación        | Nintendo 3DS                                     |
| Contribución excepcional      | Sonic the Hedgehog (Sega)                        |
| Mejor juego del año           | Portal 2 (Valve)                                 |

### 2012
La ceremonia tuvo lugar en el Bridge Park Plaza el 26 de octubre de 2012 y fue presentada por Ed Byrne.
| Premio                                  | Ganador                                          |
| --------------------------------------- | ------------------------------------------------ |
| Juego de disparos del año               | Battlefield 3 (Electronic Arts)                  |
| Juego de acción/aventura del año        | Batman: Arkham City (Warner Bros.)               |
| Juego descargable del año               | Minecraft (Mojang)                               |
| Juego de lucha del año                  | Mortal Kombat Komplete Edition (Warner Bros.)    |
| Juego gratis del año                    | Slender: The Eight Pages (Parsec Productions)    |
| Juego del año de plataformas portátiles | Uncharted: Golden Abyss (Sony)                   |
| Momento del año                         | Skyrim: Throat of the World (Bethesda Softworks) |
| Expansion del año                       | Portal 2's Perpetual Testing Initiative (Valve)  |
| Juego al que seguir de cerca            | Grand Theft Auto V (Rockstar)                    |
| Juego MMO del año                       | World of Tanks (Wargaming)                       |
| Juego del año de móviles                | Angry Birds Space (Rovio Entertainment)          |
| Juego de carreras del año               | Forza Motorsport 4 (Microsoft)                   |
| Juego RPG del año                       | The Elder Scrolls V: Skyrim (Bethesda Softworks) |
| Juego de deportes del año               | FIFA 12 (Electronic Arts)                        |
| Juego de estrategia del año             | Civilization V: Gods & Kings (2K Games)          |
| Mejor juego del año                     | The Elder Scrolls V: Skyrim (Bethesda Softworks) |
| Jugador de YouTube                      | The Yogscast                                     |
| Contribución excepcional                | FIFA (Electronic Arts)                           |

### 2013
La ceremonia tuvo lugar en el distrito indigO2el 25 de octubre de 2013 y fue presentada por Ed Byrne.
| Premio                                  | Ganador                                           |
| --------------------------------------- | ------------------------------------------------- |
| Mejor nueva Propiedad Intelectual       | The Last of Us (Sony)                             |
| Juego más esperado                      | The Witcher 3: Wild Hunt (CD Projekt Red)         |
| Mejor juego indie                       | Mark of the Ninja (Klei Entertainment)            |
| Mejor diseño visual                     | BioShock Infinite (2K Games)                      |
| Mejor juego multijugador                | Payday 2 (Starbreeze Studios)                     |
| Momento del año                         | Far Cry 3: "The Definition of Insanity" (Ubisoft) |
| Estudio del año                         | Naughty Dog                                       |
| Premio a la innovación                  | Oculus Rift                                       |
| Mejor narrativa                         | The Last of Us (Sony)                             |
| Mejor juego online                      | World of Tanks (Wargaming)                        |
| Juego del año de plataformas portátiles | Assassin's Creed III: Liberation (Ubisoft)        |
| Premio jugador de YouTube               | The Yogscast                                      |
| Mejor plataforma de videojuegos         | Steam                                             |
| Juego del año de móviles                | XCOM: Enemy Unknown (2K Games)                    |
| Mejor juego del año                     | Grand Theft Auto V (Rockstar)                     |
| Premio Salón de la Fama                 | Call of Duty (Activision)                         |
| Premio a la trayectoria vital           | Ken Levine                                        |

### 2014
La ceremonia tuvo lugar en el indigO2 el 24 de octubre de 2014 y fue presentada Ed Byrne.
| Premio                                  | Ganador                                                  |
| --------------------------------------- | -------------------------------------------------------- |
| Mejor nueva Propiedad Intelectual       | DayZ (Bohemia Interactive)                               |
| Mejor juego online                      | Hearthstone: Heroes of Warcraft (Blizzard Entertainment) |
| Mejor narrativa                         | The Last of Us: Left Behind (Sony)                       |
| Mejor diseño visual                     | Assassin's Creed IV: Black Flag (Ubisoft)                |
| Mejor audio                             | Assassin's Creed IV: Black Flag (Ubisoft)                |
| Juego más jugado                        | Rust (Facepunch Studios)                                 |
| Mejor juego multijugador                | Battlefield 4 (Electronic Arts)                          |
| Mejor juego indie                       | DayZ (Bohemia Interactive)                               |
| Premio a la innovación                  | Oculus Rift DK2                                          |
| Momento del año                         | The Last of Us: Left Behind - The Kiss (Sony)            |
| Juego del año de plataformas portátiles | Pokémon X y Pokémon Y (Nintendo)                         |
| Juego del año de móviles                | Hearthstone: Heroes of Warcraft (Blizzard Entertainment) |
| Juego más esperado                      | The Witcher 3: Wild Hunt (CD Projekt Red)                |
| Personalidad del año                    | PewDiePie                                                |
| Estudio del año                         | Ubisoft Montreal                                         |
| Mejor plataforma de videojuegos         | Steam                                                    |
| Premio a la trayectoria vital           | Hideo Kojima                                             |
| Mejor juego del año                     | Dark Souls II (Bandai Namco)                             |

### 2015
La ceremonia tuvo lugar en el indigO2 el 30 de octubre de 2015 y fue presentada por Danny Wallace.
| Premio                            | Ganador                                                                 |
| --------------------------------- | ----------------------------------------------------------------------- |
| Mejor nueva Propiedad Intelectual | Bloodborne (Sony Computer Entertainment)                                |
| Mejor narración                   | The Witcher 3: Wild Hunt (CD Projekt Red)                               |
| Mejor diseño visual               | The Witcher 3: Wild Hunt (CD Projekt Red)                               |
| Mejor audio                       | Ori and the Blind Forest (Microsoft Studios)                            |
| Mejor juego multijugador          | Grand Theft Auto Online (Rockstar Games)                                |
| Mejor juego indie                 | Kerbal Space Program (Squad)                                            |
| Mejor juego familiar              | Splatoon (Nintendo)                                                     |
| Juego más jugado                  | Grand Theft Auto V (Rockstar Games)                                     |
| Momento del año                   | The Witcher 3: Wild Hunt (The Bloody Baron Quest)                       |
| Personalidad del año              | PewDiePie                                                               |
| Icono de los eSports              | Anders Blume (Counter-Strike: Global Offensive)                         |
| Estudio del año                   | CD Projekt Red                                                          |
| Premio a la innovación            | Modo de juego en primera persona en Grand Theft Auto V (Rockstar Games) |
| Mejor plataforma de videojuegos   | Steam (Valve)                                                           |
| Mejor actor/actriz                | Ashly Burch como Chloe Price (Life Is Strange)                          |
| Juego del año de PlayStation      | Bloodborne (Sony)                                                       |
| Juego del año de Xbox             | Ori and the Blind Forest (Microsoft Game Studios)                       |
| Juego del año de Nintendo         | Splatoon (Nintendo)                                                     |
| Juego del año de PC               | Grand Theft Auto V (Rockstar Games)                                     |
| Juego más esperado                | Fallout 4 (Bethesda Softworks)                                          |
| Mejor juego del año               | The Witcher 3: Wild Hunt (CD Projekt Red)                               |
| Premio de la crítica              | Metal Gear Solid V: The Phantom Pain (Kojima Productions)               |
| Juego del año de móviles          | Fallout Shelter (Bethesda Softworks)                                    |
| Premio a la trayectoria vital     | Satoru Iwata (Premio póstumo)                                           |

### 2016
La ceremonia tuvo lugar en el indigO2 el 18 de noviembre de 2016 y fue presentada por James Veitch.
| Premio                             | Ganador                                                                      |
| ---------------------------------- | ---------------------------------------------------------------------------- |
| Mejor nueva Propiedad Intelectual  | Overwatch (Blizzard Entertainment)                                           |
| Mejor narrativa                    | The Witcher 3: Wild Hunt – Blood and Wine (CD Projekt Red)                   |
| Mejor diseño visual                | The Witcher 3: Wild Hunt – Blood and Wine (CD Projekt Red)                   |
| Mejor audio                        | Fallout 4 (Bethesda Softworks)                                               |
| Mejor juego indie                  | Firewatch (Panic)                                                            |
| Jugador más influyente             | Sean Plott                                                                   |
| Mejor juego multijugador           | Overwatch (Blizzard Entertainment)                                           |
| Jugada del año en eSports          | "coldzera's jumping AWP quad kill at MLG Columbus"                           |
| Momento del año                    | Overwatch (Play of the Game)                                                 |
| Personalidad revelación de YouTube | Jesse Cox                                                                    |
| Estudio del año                    | CD Projekt Red                                                               |
| Innovación del año                 | Pokémon Go (Niantic, Inc.)                                                   |
| Premio a la trayectoria vital      | Eiji Aonuma                                                                  |
| Mejor plataforma de videojuegos    | Steam                                                                        |
| Mejor actor/actriz                 | Doug Cockle como Geralt de Rivia (The Witcher 3: Wild Hunt – Blood and Wine) |
| Mejor juego competitivo            | Overwatch (Blizzard Entertainment)                                           |
| Juego del año de Nintendo          | The Legend of Zelda: Twilight Princess HD (Nintendo)                         |
| Juego del año de PlayStation       | Uncharted 4: A Thief's End (Sony Interactive Entertainment)                  |
| Juego del año de Xbox              | Rise of the Tomb Raider (Microsoft Studios/Square Enix)                      |
| Juego del año de PC                | Overwatch (Blizzard Entertainment)                                           |
| Juego del año de móviles           | Pokémon Go (Niantic, Inc.)                                                   |
| Premio revelación                  | Eric Barone (Stardew Valley)                                                 |
| Premio Salón de la Fama            | Lara Croft                                                                   |
| Premio de la crítica               | Titanfall 2 (Electronic Arts)                                                |
| Juego más esperado                 | Mass Effect: Andromeda (Electronic Arts)                                     |
| Mejor juego del año                | Dark Souls III (Bandai Namco Entertainment)                                  |

### 2017
La ceremonia tuvo lugar en el recinto de eventos Bloomsbury Big Top el 17 de noviembre de 2017, siendo presentada por Danny Wallace.
| Premio                                                                   | Ganador                                                 |
| ------------------------------------------------------------------------ | ------------------------------------------------------- |
| Mejor narrativa                                                          | Horizon Zero Dawn (Sony Interactive Entertainment)      |
| Mejor diseño visual                                                      | Cuphead (StudioMDHR)                                    |
| Mejor audio                                                              | The Legend of Zelda: Breath of the Wild (Nintendo)      |
| Mejor actor/actriz                                                       | Ashly Burch como Aloy (Horizon Zero Dawn)               |
| Mejor juego indie                                                        | Friday the 13th: The Game (Gun Media)                   |
| Mejor juego multijugador                                                 | PlayerUnknown's Battlegrounds (Bluehole)                |
| Estudio del año                                                          | Nintendo EPD                                            |
| Mejor juego VR                                                           | Resident Evil 7: Biohazard (Capcom)                     |
| Jugada del año en eSports                                                | Agilities                                               |
| Equipo del año en eSports                                                | Lunatic-Hai                                             |
| Juego del año de eSports                                                 | Overwatch (Blizzard Entertainment)                      |
| Mejor streamer/presentador                                               | Markiplier                                              |
| Juego del año de móviles                                                 | Pokémon Sol y Pokémon Luna (Nintendo)                   |
| Juego del año de Nintendo                                                | The Legend of Zelda: Breath of the Wild (Nintendo)      |
| Juego del año de PlayStation                                             | Horizon Zero Dawn (Sony Interactive Entertainment)      |
| Juego del año de Xbox                                                    | Cuphead (StudioMDHR)                                    |
| Juego del año de PC                                                      | PlayerUnknown's Battlegrounds (Bluehole)                |
| Premio de la crítica                                                     | The Legend of Zelda: Breath of the Wild (Nintendo)      |
| Premio a la innovación                                                   | Ashly Burch                                             |
| Premio Salón de la Fama                                                  | Final Fantasy                                           |
| Juego más esperado                                                       | The Last of Us Part II (Sony Interactive Entertainment) |
| Premio al juego continuo                                                 | World of Tanks (Wargaming)                              |
| Contribución excepcional a la industria del videojuego en el Reino Unido | Debbie Bestwick MBE                                     |
| Premio a la trayectoria vitual                                           | Sid Meier                                               |
| Mejor juego del año                                                      | The Legend of Zelda: Breath of the Wild (Nintendo)      |

### 2018
La ceremonia tuvo lugar en el Bloomsbury Big Top el 16 de noviembre de 2018, siendo presentada por Danny Wallace.
| Premio                        | Ganador                                             |
| ----------------------------- | --------------------------------------------------- |
| Mejor narrativa               | God of War (Sony Interactive Entertainment)         |
| Mejor juego competitivo       | Fortnite Battle Royale (Epic Games)                 |
| Mejor juego cooperativo       | Monster Hunter: World (Capcom)                      |
| Mejor diseño                  | God of War (Sony Interactive Entertainment)         |
| Mejor juego indie             | Dead Cells (Motion Twin)                            |
| Mejor audio                   | God of War (Sony Interactive Entertainment)         |
| Premio al juego continuo      | World of Tanks (Wargaming)                          |
| Mejor actor/actriz            | Bryan Dechart como Connor (Detroit: Become Human)   |
| Juego del año de eSports      | Overwatch (Blizzard Entertainment)                  |
| Mejor juego VR                | The Elder Scrolls V: Skyrim VR (Bethesda Softworks) |
| Estudio del año               | SIE Santa Monica Studio                             |
| Mejor streamer/presentador    | Bryan Dechart and Amelia Rose Blaire                |
| Juego del año de móviles      | PUBG Mobile (Tencent Games)                         |
| Juego del año de PC           | Subnautica (Unknown Worlds Entertainment)           |
| Juego del año de PlayStation  | God of War (Sony Interactive Entertainment)         |
| Juego del año de Xbox         | Forza Horizon 4 (Microsoft)                         |
| Juego del año de Nintendo     | Octopath Traveler (Nintendo)                        |
| Premio a la innovación        | Unknown Worlds                                      |
| Juego más esperado            | Cyberpunk 2077 (CD Projekt)                         |
| Premio de la crítica          | Red Dead Redemption 2 (Rockstar Games)              |
| Premio a la trayectoria vital | Hidetaka Miyazaki                                   |
| Contribución excepcional      | Xbox Adaptive Controller                            |
| Mejor juego del año           | Fortnite Battle Royale (Epic Games)                 |

### 2019
La ceremonia tuvo lugar en el Bloomsbury Big Top el 16 de noviembre de 2019.
| Premio                        | Ganador                                              |
| ----------------------------- | ---------------------------------------------------- |
| Mejor narrativa               | Days Gone (Sony Interactive Entertainment)           |
| Mejor juego multijugador      | Apex Legends (Electronic Arts)                       |
| Mejor diseño visual           | Devil May Cry 5 (Capcom)                             |
| Mejor juego indie             | Outer Wilds (Annapurna Interactive)                  |
| Mejor audio                   | Resident Evil 2 (Capcom)                             |
| Premio al juego continuo      | Minecraft (Mojang)                                   |
| Mejor actor/actriz            | Logan Marshall-Green como David Smith (Telling Lies) |
| Juego del año de eSports      | Fortnite Battle Royale (Epic Games)                  |
| Mejor juego VR                | Beat Saber (Beat Games)                              |
| Estudio del año               | Epic Games                                           |
| Mejor streamer/presentador    | Soleil Wheeler                                       |
| Juego del año de móviles      | BTS World (TAKEONE COMPANY)                          |
| Juego del año de PC           | World of Warcraft Classic (Blizzard Entertainment)   |
| Juego del año de PlayStation  | Days Gone (Sony Interactive Entertainment)           |
| Juego del año de Xbox         | Gears 5 (Xbox Game Studios)                          |
| Juego del año de Nintendo     | Super Smash Bros. Ultimate (Nintendo)                |
| Premio a la innovación        | House House                                          |
| Juego más esperado            | Cyberpunk 2077 (CD Projekt)                          |
| Premio de la crítica          | Control (505 Games)                                  |
| Premio a la trayectoria vital | Yu Suzuki                                            |
| Contribución excepcional      | Life is Strange (Dontnod Entertainment)              |
| Mejor juego del año           | Resident Evil 2 (Capcom)                             |

### 2020
La ceremonia tuvo lugar vía streaming el 24 de noviembre de 2020, siendo presentada por Laura Bailey y Travis Willingham.
| Premio                           | Ganador                                                 |
| -------------------------------- | ------------------------------------------------------- |
| Mejor narrativa                  | The Last of Us Part II (Sony Interactive Entertainment) |
| Mejor juego multijugador         | Fall Guys (Devolver Digital)                            |
| Mejor diseño visual              | The Last of Us Part II (Sony Interactive Entertainment) |
| Mejor expansión                  | No Man's Sky: Origins (Hello Games)                     |
| Juego del año de móvil           | Lego Builder's Journey (The Lego Group)                 |
| Mejor audio                      | The Last of Us Part II (Sony Interactive Entertainment) |
| Mejor juego indie                | Hades (Supergiant Games)                                |
| Premio al juego continuo         | Minecraft (Mojang)                                      |
| Estudio del año                  | Naughty Dog                                             |
| Juego del año de eSports         | Call of Duty: Modern Warfare (Activision)               |
| Mejor nuevo streamer/presentador | iamBrandon                                              |
| Mejor juego familiar             | Fall Guys (Devolver Digital)                            |
| Mejor comunidad                  | Minecraft (Mojang)                                      |
| Mejor actor/actriz               | Sandra Saad como Kamala Khan (Marvel's Avengers)        |
| Premio a la innovación           | Among Us (Innersloth)                                   |
| Contribución excepcional         | La industria del videojuego                             |
| Juego del año de PC              | Death Stranding (505 Games)                             |
| Mejor hardware                   | NVIDA GeForce RTX3080                                   |
| Juego del año de PlayStation     | The Last of Us Part II (Sony Interactive Entertainment) |
| Juego del año de Xbox            | Ori and the Will of the Wisps (Xbox Game Studios)       |
| Juego del año de Nintendo        | Animal Crossing: New Horizons (Nintendo)                |
| Juego más esperado               | God of War: Ragnarök (Sony Interactive Entertainment)   |
| Premio de la crítica             | Hades (Supergiant Games)                                |
| Mejor juego del año              | The Last of Us Part II (Sony Interactive Entertainment) |

### 2021
La ceremonia tuvo lugar el 23 de noviembre de 2021, siendo presentada por Nolan North y Emily Rose.
| Premio                              | Ganador                                                                |
| ----------------------------------- | ---------------------------------------------------------------------- |
| Mejor narrativa                     | Life is Strange: True Colors (Square Enix)                             |
| Mejor juego multijugador            | It Takes Two (Electronic Arts)                                         |
| Mejor diseño visual                 | Ratchet & Clank: Una dimensión aparte (Sony Interactive Entertainment) |
| Mejor expansión                     | Ghost of Tsushima: Iki Island (Sony Interactive Entertainment)         |
| Juego del año de móvil              | League of Legends: Wild Rift (Riot Games)                              |
| Mejor audio                         | Resident Evil Village (Capcom)                                         |
| Mejor juego indie                   | Death's Door (Devolver Digital)                                        |
| Premio al juego continuo            | Final Fantasy XIV (Square Enix)                                        |
| Estudio del año                     | Capcom                                                                 |
| Mejor comunidad                     | Final Fantasy XIV (Square Enix)                                        |
| Mejor actor/actriz                  | Maggie Robertson como Lady Dimitrescu (Resident Evil Village)          |
| Premio a la innovación              | Housemarque                                                            |
| Juego del año de PC                 | Hitman 3 (IO Interactive)                                              |
| Mejor hardware                      | Sony PlayStation 5                                                     |
| Juego del año de PlayStation        | Resident Evil Village (Capcom)                                         |
| Juego del año de Xbox               | Psychonauts 2 (Xbox Game Studios)                                      |
| Juego del año de Nintendo           | Metroid Dread (Nintendo)                                               |
| Juego más esperado                  | Elden Ring (Bandai Namco Entertainment)                                |
| Juego definitivo del año            | Resident Evil Village (Capcom)                                         |
| Mejor juego de todos los tiempos    | Dark Souls (Bandai Namco Entertainment)                                |
| Mejor Hardware de todos los tiempos | PC                                                                     |

### 2022
La ceremonia tuvo lugar el 22 de noviembre de 2022.
| Premio                                 | Ganador                                                 |
| -------------------------------------- | ------------------------------------------------------- |
| Mejor narrativa                        | Horizon Forbidden West (Sony Interactive Entertainment) |
| Mejor juego multijugador               | Elden Ring (Bandai Namco Entertainment)                 |
| Mejor diseño visual                    | Elden Ring (Bandai Namco Entertainment)                 |
| Mejor expansión                        | Cuphead: The Delicious Last Course (StudioMDHR)         |
| Mejor audio                            | Metal: Hellsinger (Funcom)                              |
| Mejor juego indie                      | Cult of the Lamb (Devolver Digital)                     |
| Mejor lanzamiento de acceso anticipado | Slime Rancher 2 (Monomi Park)                           |
| Premio al juego continuo               | Genshin Impact (MiHoYo)                                 |
| Estudio del año                        | FromSoftware                                            |
| Mejor comunidad                        | Final Fantasy XIV (Square Enix)                         |
| Mejor actor/actriz                     | Manon Gage como Marissa Marcel (Immortality)            |
| Premio a la innovación                 | Vampire Survivors (Luca Galante)                        |
| Juego del año de PC                    | Return to Monkey Island (Devolver Digital)              |
| Mejor hardware                         | Steam Deck                                              |
| Juego del año de PlayStation           | Stray (Annapurna Interactive)                           |
| Juego del año de Xbox                  | Grounded (Xbox Game Studios)                            |
| Juego del año de Nintendo              | Leyendas Pokémon: Arceus (Nintendo)                     |
| Mejor trailer de un juego              | Goat Simulator 3 (Coffee Stain Studios)                 |
| Juego más esperado                     | The Legend of Zelda: Tears of the Kingdom (Nintendo)    |
| Premio de la crítica                   | Elden Ring (Bandai Namco Entertainment)                 |
| Mejor juego del año                    | Elden Ring (Bandai Namco Entertainment)                 |

### 2023
La ceremonia tuvo lugar el 10 de noviembre de 2023 en el Royal Lancaster Hotel, y fue presentado por Troy Baker.
| Premio                          | Ganador                                                       |
| ------------------------------- | ------------------------------------------------------------- |
| Mejor narrativa                 | Baldur's Gate III (Larian Studios)                            |
| Mejor juego multijugador        | Mortal Kombat 1 (Warner Bros. Games)                          |
| Mejor diseño visual             | Baldur's Gate III (Larian Studios)                            |
| Mejor expansión                 | Cyberpunk 2077: Phantom Liberty (CD Projekt)                  |
| Mejor audio                     | Final Fantasy XVI (Square Enix)                               |
| Mejor juego indie               | Sea of Stars (Sabotage Studio)                                |
| Mejor juego VR                  | Horizon Call of the Mountain (Sony Interactive Entertainment) |
| Premio al juego continuo        | No Man's Sky (Hello Games)                                    |
| Estudio del año                 | Larian Studios                                                |
| Mejor comunidad                 | Baldur's Gate III (Larian Studios)                            |
| Mejor juego para streaming      | Valorant (Riot Games)                                         |
| Mejor actor/actriz principal    | Ben Starr como Clive Rosfield (Final Fantasy XVI)             |
| Mejor actor/actriz secundario/a | Neil Newbon como Astarion (Baldur's Gate III)                 |
| Premio a la innovación          | Cocoon (Annapurna Interactive)                                |
| Juego del año de PC             | Baldur's Gate III (Larian Studios)                            |
| Mejor hardware                  | PlayStation VR2                                               |
| Juego del año de PlayStation    | Resident Evil 4 Remake (Capcom)                               |
| Juego del año de Xbox           | Starfield (Bethesda Softworks)                                |
| Juego del año de Nintendo       | The Legend of Zelda: Tears of the Kingdom (Nintendo)          |
| Mejor trailer de un juego       | Cyberpunk 2077: Phantom Liberty (CD Projekt)                  |
| Juego más esperado              | Final Fantasy VII Rebirth (Square Enix)                       |
| Premio de la crítica            | Alan Wake 2 (Epic Games)                                      |
| Mejor juego del año             | Baldur's Gate III (Larian Studios)                            |

### 2024
La ceremonia tuvo lugar el 21 de noviembre de 2024 en De Vere Grand Connaught Rooms, y fue presentada por  Ben Starr.
| Premio                                   | Ganador                                             |
| ---------------------------------------- | --------------------------------------------------- |
| Mejor narrativa                          | Final Fantasy VII Rebirth (Square Enix)             |
| Mejor diseño visual                      | Black Myth: Wukong (Game Science)                   |
| Mejor juego multijugador                 | Helldivers 2 (Arrowhead Game Studios)               |
| Mejor diseño de audio                    | Astro Bot (Sony Interactive Entertainment)          |
| Mejor expansión                          | Elden Ring: Shadow of the Erdtree (FromSoftware)    |
| Mejor juego indie - autopublicado        | Another Crab's Treasure (Aggro Crab)                |
| Mejor juego indie                        | Balatro (LocalThunk)                                |
| Estudio del año                          | Team Asobi                                          |
| Mejor Banda Sonora                       | Final Fantasy VII Rebirth (Square Enix)             |
| Mejor trailer                            | Helldivers 2 (Arrowhead Game Studios)               |
| Mejor lanzamiento de acceso anticipado   | Lethal Company (Zeekerss)                           |
| Premio al juego continuo (Móviles)       | Honkai: Star Rail (MiHoYo)                          |
| Premio al juego continuo (PC y Consolas) | Minecraft (Mojang Studios)                          |
| Mejor juego para streaming               | Chained Together (Anegar Games)                     |
| Premio a la innovación                   | Balatro (LocalThunk)                                |
| Mejor hardware                           | Steam Deck OLED (Valve)                             |
| Mejor adaptación                         | Fallout                                             |
| Mejor actor/actriz secundario/a          | Briana White (Final Fantasy VII Rebirth as Aerith)  |
| Mejor actor/actriz principal             | Cody Christian (Final Fantasy VII Rebirth as Cloud) |
| Juego del año de PC                      | Satisfactory (Coffee Stain Studios)                 |
| Juego del año de consola                 | Helldivers 2 (Arrowhead Game Studios)               |
| Premio de la crítica                     | Helldivers 2 (Arrowhead Game Studios)               |
| Juego más esperado                       | Grand Theft Auto VI (Rockstar Games)                |
| Mejor juego del año                      | Black Myth: Wukong (Game Science)                   |